# Christopher Riche Evans
Christopher Riche Evans (geboren am 29. Mai 1931 in Aberdovey, Wales; gestorben am 10. Oktober 1979) war ein britischer Psychologe, Informatiker, Sachbuchautor und Herausgeber von Science-Fiction.

## Leben
Evans war der Sohn des Bauingenieurs Herbert Riche Evans und von Kathleen, geborene Gorst. Nach einem Militärdienst bei der Royal Air Force studierte er am University College London, wo er 1960 mit dem Bachelor abschloss. 1963 promovierte er an der University of Reading. Nach seinem Studium arbeitete er am National Physical Laboratory in Teddington.  1973 veröffentlichte er Cults of Unreason, in dem er sich mit Pseudowissenschaften, dem UFO-Kult und Scientology auseinandersetzte. Seine Beschäftigung mit Computern führte zu The Mighty Micro, wo er sich mit den Folgen und der Zukunft der Computerrevolution befasste. Beide Bücher wurden auch ins Deutsche übersetzt.
Sein Interesse an Science-Fiction und Phantastik führte dazu, dass er bei den SF-Magazinen New Worlds und Omni mitarbeitete, als Berater bei der Fernsehserie The Tomorrow People mitwirkte und 1969 und 1970 zwei viel beachtete Anthologien mit Geschichten aus dem Grenzbereich von Psychologie, Künstlicher Intelligenz, Science-Fiction und Horror herausbrachte.
1963 heiratete er Nancy Jane Fulmer, mit der er zwei Kinder hatte.
The Mighty Micro wurde Vorlage für eine sechsteilige Fernsehserie, deren erste Folge wenige Tage nach Evans’ Krebstod im Oktober 1979 gesendet wurde.

## Werke
Sachliteratur
- Pattern perception and the stabilised retinal image (Dissertation, 1964)
- Cults of Unreason (1973)
  - Deutsch: Kulte des Irrationalen. Rowohlt, 1976, ISBN 3-498-01613-X.
- Understanding yourself (1977)
  - Deutsch: Der Ich-Test : Aufgaben zur Selbsterkenntnis. Goldmann-Ratgeber #10798, 1979, ISBN 3-442-10798-9.
- The Mighty Micro: The Impact of the Computer Revolution (1979, auch als The Mighty Micro: The Impact of the Micro-Chip Revolution, 1980, und The Micro Millennium, 1980)
  - Deutsch: Die winzigen Riesen : Mikroprozessoren revolutionieren die Gesellschaft. Hoffmann und Campe, 1981, ISBN 3-455-08811-2.
- The Making of the Micro : A History of the Computer (1981)
- Science Fiction as Religion (1981, mit Stan Gooch)
- Landscapes of the Night: How and Why We Dream (1983)

Herausgeber
- Mind at Bay: Eleven Horror Stories (1969)
  - Deutsch: Die Angst hat tausend Namen. Pabel (Vampir Taschenbuch #8), 1974.
- Mind in Chains: Fourteen Horror Stories (1970)
  - Deutsch: 7 x Schüttelfrost. Pabel (Vampir Taschenbuch #10), 1974.